# Ypthima atra
Ypthima atra är en fjärilsart som beskrevs av Sir Keith Cantlie och Norman 1959. Ypthima atra ingår i släktet Ypthima och familjen praktfjärilar. Inga underarter finns listade i Catalogue of Life.